# Droga krajowa B25 (Austria)
Droga krajowa B25 (Erlauftal Straße) – droga krajowa w Austrii. Trasa ciągnie się z północy na południe kraju od leżącego nad Dunajem miasta Ybbs an der Donau przez Purgstall an der Erlauf do Styrii. Arteria jest jedno-jezdniowa i ciągnie się malowniczo przez tereny górskie. Od Ybbs do Göstling an der Ybbs wzdłuż drogi ciągnie się linia kolejowa o nazwie "Ybbstalbahn".